# Stephen Crabb
Stephen Crabb (Inverness, 20 de enero de 1973) es un político británico y miembro del Partido Conservador. Es el parlamentario de Preseli Pembrokeshire desde las Elecciones generales del Reino Unido de 2005. Fue secretario de Estado de Trabajos y Jubilaciones desde marzo hasta julio de 2016 y tras la renuncia de su predecesor Iain Duncan Smith. Antes había sido whip del gobierno y un ministro menor de Gales antes de ser nombrado Secretario de Estado de Gales.